# إيمانويل رودريغيز
إيمانويل رودريغيز (بالإنجليزية: Emmanuel Rodríguez)‏ مواليد 8 أغسطس 1992 في بورتوريكو، هو ملاكم محترف بورتوريكي يصنف ضمن فئة وزن الديك.

## إحصائيات
خاض خلال مسيرته 19 نزالا، فاز في 19 ولم يخسر. فاز بالضربة القاضية في 12 نزالات.

## روابط خارجية
- إيمانويل رودريغيز على موقع بوكس ريك (الإنجليزية) (registration required)
- إيمانويل رودريغيز على موقع أوليمبيديا (الإنجليزية)